# Campeonato Mundial de Tiro al Plato de 1950
El VIII Campeonato Mundial de Tiro al Plato se celebró en Madrid (España) en el año 1950 bajo la organización de la Federación Internacional de Tiro Deportivo (ISSF) y la Federación Española de Tiro al Plato.

## Resultados

### Masculino
| Evento         | Oro                             | Plata                             | Bronce                           |
| -------------- | ------------------------------- | --------------------------------- | -------------------------------- |
| Foso           | Carlo Sala · Italia · 296 pts.  | Italo Bellini · Italia · 293 pts. | Giulio Prati · Italia · 290 pts. |
| Foso (equipos) | Italia ·                        | Grecia                            | España                           |
| Skeet          | Gerard Batten Estados Unidos 98 | William Mariot Reino Unido 94     | Carola Mandel Estados Unidos 92  |

## Medallero
| Núm. | País           | Oro | Plata | Bronce | Total |
| ---- | -------------- | --- | ----- | ------ | ----- |
| 1    | Italia         | 2   | 1     | 1      | 4     |
| 2    | Estados Unidos | 1   | 0     | 1      | 2     |
| 3    | Grecia         | 0   | 1     | 0      | 1     |
|      | Reino Unido    | 0   | 1     | 0      | 1     |
| 5    | España         | 0   | 0     | 1      | 1     |
|      | TOTAL          | 3   | 3     | 3      | 9     |